# 리얼스토리 실제상황
리얼스토리 실제상황은 iTV 경인방송 TV방송부문에서 방영한 범죄 재연 다큐드라마이다.
2004년 11월 9일 iTV 파업으로 인해 종영하였다. 현재 2020년 4월 8일부터 아이넷TV에서 500편을 제작해 방영하고 있다.

## 프로그램 소개
실제 범죄를 수사하는 경찰들의 활동을 동행 취재장면과 실제 범죄를 재연한 장면이 나오는 다큐드라마로, 단순 사건 재연식 형태를 벗어나 보다 고급화된 다큐드라마의 전형을 제시한 프로그램이다. 범죄의 현장과 그 주변에 놓인 다양한 인간들의 모습에는 간과할 수 없는 삶의 어두운 일면이 있는데, 리얼스토리 실제상황은 그 어두운 이면을 투영하여 단편적인 사실 너머의 세계에 다가가며, 그 어떤 드라마보다도 극적이며, 사실 이상의 진실에 관한 이야기를 시작하려고 하는 의도로 제작되었다.

## 역대 방송시간
| 방송 채널 | 방송 기간                          | 방송 시간                          |
| --------- | ---------------------------------- | ---------------------------------- |
| iTV       | 2000년 6월 25일 ~ 2001년 1월 28일  | 매주 일요일 밤 10:00 ~ 밤 11:00    |
| iTV       | 2001년 2월 4일 ~ 2001년 10월 21일  | 매주 일요일 밤 10:20 ~ 밤 11:20    |
| iTV       | 2001년 10월 28일 ~ 2002년 3월 31일 | 매주 일요일 밤 10:25 ~ 밤 11:25    |
| iTV       | 2002년 4월 9일 ~ 2002년 5월 28일   | 매주 화요일 밤 10:50 ~ 밤 11:50    |
| iTV       | 2002년 7월 2일 ~ 2002년 7월 9일    | 매주 화요일 밤 10:50 ~ 밤 11:50    |
| iTV       | 2002년 6월 5일 ~ 2002년 6월 25일   | 매주 화요일 밤 11:00 ~ 새벽 0:00   |
| iTV       | 2002년 11월 5일 ~ 2003년 1월 28일  | 매주 화요일 밤 11:00 ~ 새벽 0:00   |
| iTV       | 2002년 7월 16일 ~ 2002년 10월 29일 | 매주 화요일 밤 11:05 ~ 새벽 0:05   |
| iTV       | 2003년 2월 4일 ~ 2004년 11월 9일   | 매주 화요일 밤 10:50 ~ 밤 11:50    |
| inet-TV   | 2020년 4월 8일 ~ 현재              | 매주 목, 토, 월 밤 12:00 ~ 밤 1:00 |

## 진행자
- 이청아 (inet-TV HD 리마스터링)

## 출연자
- 고태산
- 김광인
- 김대호
- 김동수
- 김영민
- 김은숙
- 김혜연
- 박귀순
- 박성호
- 변신호
- 백민
- 백현민
- 성현철
- 신성아
- 신신범
- 신준영
- 양혜진
- 여재구
- 이강덕
- 이두경
- 이원석
- 이정성
- 정종현
- 지성근
- 최금향
- 최윤준
- 최태준
- 한대관
- 황동욱

## 방송 목록

### 2000년
| 회차 | 방송일    | 제목 (원제)                                                |
| ---- | --------- | ---------------------------------------------------------- |
| 1회  | 6월 25일  | 차이나 갱                                                  |
| 2회  | 7월 2일   | 덫에 걸린 불륜 / 결혼식장에서 생긴 일                      |
| 3회  | 7월 9일   | 죽은자가 말을 하다 / 8400원을 훔친 사나이                  |
| 4회  | 7월 16일  | 낮을 노리는 다람쥐들 / 청부폭력배 검거작전                 |
| 5회  | 7월 23일  | 가시나무새 / 진이의 비밀수첩                               |
| 6회  | 7월 30일  | 모텔로 간 사나이 / 김사장의 삼팔광땡                       |
| 7회  | 8월 6일   | 넘버 쓰리를 꿈꾸는 아이들 / 참을 수 없는 유혹              |
| 8회  | 8월 13일  | I'm your man-스토킹, 그 빗나간 사랑 이야기 / 무덤속의 진실 |
| 9회  | 8월 20일  | 코드명 "훈"을 잡아라                                       |
| 10회 | 8월 27일  | 도로위에 함정 / 뛰는자 위에 나는자                         |
| 11회 | 9월 3일   | 발로 뛰는 자의 승리 / 사라진 아내 - 국제인신매매사건       |
| 12회 | 9월 10일  | 그리고 그들에 관한 몇가지 진실 / 위험한 접속               |
| 13회 | 9월 17일  | 이브의 건너방 / 약점                                       |
| 14회 | 9월 24일  | 도둑 이야기 / 난간 도둑형제 이야기                         |
| 15회 | 10월 1일  | 사라진 여자                                                |
| 16회 | 10월 8일  | 겨울이야기 / 아담의 유혹                                   |
| 17회 | 10월 15일 | 목격자 / 한평짜리 성의 밀실                                |
| 18회 | 10월 22일 | 장판도둑 / 무당집 강도사건                                 |
| 19회 | 10월 29일 | 표지모델로 모십니다 / 일본에서 온 손님들                   |
| 20회 | 11월 5일  | 가출한 딸들에게 고함 / 호스트바에 간 여인들                |
| 21회 | 11월 12일 | 용서 받지 못할 자들 / 위험한 아이들                        |
| 22회 | 11월 19일 | 악몽                                                       |
| 23회 | 11월 26일 | 맛사지 주의보 / 네 이웃에 재물을 탐하지 마라               |
| 24회 | 12월 3일  | 마지막 손님은 누구였나? / 철없는 소녀들                    |
| 25회 | 12월 10일 | 무너지는 아이들 / 중랑천 녹색 작전                         |
| 26회 | 12월 17일 | 내가 본 것은 여우눈이었다/ 살, 죽어도 뺀다?                |
| 27회 | 12월 24일 | 마지막 사랑                                                |
| 28회 | 12월 31일 | 우리에겐 내일은 없다 / 아버지와 딸                         |

### 2001년
| 회차 | 방송일    | 제목 (원제)                                     |
| ---- | --------- | ----------------------------------------------- |
| 29회 | 1월 7일   | 잔인한 소녀들 / 진실                            |
| 30회 | 1월 14일  | 위험한 시선                                     |
| 31회 | 1월 21일  | 커피가 있는 풍경 / 멈출수 없는 추락             |
| 32회 | 1월 28일  | 어른들의 덫 / 너희가 부끄러움을 아느냐?         |
| 33회 | 2월 4일   | 형사와 화가 / 이발소에 이발사가 없다            |
| 34회 | 2월 11일  | 완전범죄는 없다                                 |
| 35회 | 2월 18일  | 신참만세                                        |
| 36회 | 2월 25일  | 상처 / 집보러 왔습니다                          |
| 37회 | 3월 4일   | 애인을 판 남자 / 저당잡힌 인생                  |
| 38회 | 3월 11일  | 사창가 탈출 사건 - 1부 그녀를 찾아라            |
| 39회 | 3월 18일  | 사창가 탈출 사건 - 2부 진실게임                 |
| 40회 | 3월 25일  | 형사! 결혼에 관한 짧은 보고서                   |
| 41회 | 4월 1일   | 광주에서 온 소포 / 그들이 아이가 없는 이유      |
| 42회 | 4월 8일   | 비 오는날의 방문자                              |
| 43회 | 4월 15일  | 막차를 탄 손님 / 악연의 끝                      |
| 44회 | 4월 22일  | 그들만의 진실                                   |
| 45회 | 4월 29일  | 백색사신                                        |
| 46회 | 5월 6일   | 짖어라 누렁아!                                  |
| 47회 | 5월 13일  | 사기의 달인                                     |
| 48회 | 5월 20일  | 응답 받는 사람들                                |
| 49회 | 5월 27일  | 전쟁 - 수원 조직폭력배 검거기                   |
| 50회 | 6월 3일   | 두 여자 한 남자 / 열 두 살 소녀의 고백          |
| 51회 | 6월 10일  | 그 여자의 집 / 개미와 베짱이                    |
| 52회 | 6월 17일  | 마지막 여행                                     |
| 53회 | 6월 24일  | 파출소 블루스                                   |
| 54회 | 7월 1일   | 가짜를 찾아라 / 네 이웃을 유혹하지 마라         |
| 55회 | 7월 8일   | 8시간의 절규 / 보도방의 비밀수업                |
| 56회 | 7월 15일  | 아내의 외출                                     |
| 57회 | 7월 22일  | 악연                                            |
| 58회 | 7월 29일  | 청춘                                            |
| 59회 | 8월 5일   | 환락의 그늘 / 족쇄의 은사                       |
| 60회 | 8월 12일  | 당신이 잠든 사이에 / 맞고 사는 부부             |
| 61회 | 8월 19일  | 그래서 그들은 바다로 갔다 / 마지막 피서         |
| 62회 | 8월 26일  | 잃어버린 구리선                                 |
| 63회 | 9월 2일   | 대마사범 그들만의 기다림                        |
| 64회 | 9월 9일   | 돈을 갖고 튀어라 / 금지된 장난                  |
| 65회 | 9월 16일  | 고양이 목에 방울 달기                           |
| 66회 | 9월 23일  | 사각지대의 아이들                               |
| 67회 | 9월 30일  | 비상구를 찾는 아이들                            |
| 68회 | 10월 7일  | 고층 아파트의 비밀                              |
| 69회 | 10월 14일 | 아무도 보지 못했다 - 100주년 기념탑 뺑소니 사건 |
| 70회 | 10월 21일 | 9전 10기 최형사의 마이웨이                      |
| 71회 | 10월 28일 | 가면 무도회                                     |
| 72회 | 11월 4일  | 우리에게 내일은 없다                            |
| 73회 | 11월 11일 | 우리에게 내일은 없다                            |
| 74회 | 11월 18일 | 금지된 접속                                     |
| 75회 | 11월 25일 | 프리랜서 도우미                                 |
| 76회 | 12월 2일  | 방황의 끝                                       |
| 77회 | 12월 9일  | 타인의 딸                                       |
| 78회 | 12월 16일 | 쌍둥이 택시의 비밀                              |
| 79회 | 12월 23일 | 그 소녀 진실을 말하다                           |
| 80회 | 12월 30일 | 찜질방에서는 찜질만 한다?                       |

### 2002년
| 회차  | 방송일    | 제목 (원제)                                          |
| ----- | --------- | ---------------------------------------------------- |
| 81회  | 1월 6일   | 쉬운 아이들                                          |
| 82회  | 1월 13일  | 쉬운 아이들                                          |
| 83회  | 1월 20일  | 사라진 기억                                          |
| 84회  | 1월 27일  | 연말연시 강도 주의보 / 아프리카오리. 악어를 사랑하다 |
| 85회  | 2월 3일   | 업                                                   |
| 86회  | 2월 10일  | 업                                                   |
| 87회  | 2월 17일  | 운수좋은날                                           |
| 88회  | 2월 24일  | 붉은 방                                              |
| 89회  | 3월 3일   | 증거                                                 |
| 90회  | 3월 10일  | 깨어진 약속                                          |
| 91회  | 3월 17일  | 환각의 도시                                          |
| 92회  | 3월 24일  | 파리 떼에 관한 보고서                                |
| 93회  | 3월 31일  | 원혼의 반지                                          |
| 94회  | 4월 9일   | 빗나간 타깃                                          |
| 95회  | 4월 16일  | 제3의 눈                                             |
| 96회  | 4월 23일  | 마약하는 사람들                                      |
| 97회  | 4월 30일  | 추락                                                 |
| 98회  | 5월 7일   | 끗발                                                 |
| 99회  | 5월 14일  | 엄마의 애인                                          |
| 100회 | 5월 21일  | 공개수배 - 삼인조 납치 강도단                        |
| 101회 | 5월 28일  | 소녀들의 계약                                        |
| 102회 | 6월 4일   | 마약! 친구는 없다                                    |
| 103회 | 6월 11일  | 제3 대영호 실종사건                                  |
| 104회 | 6월 18일  | 카사노바 '제임스 박'                                 |
| 105회 | 6월 25일  | 위장사고, 견인차를 노려라                            |
| 106회 | 7월 2일   | 인천 상륙작전 / 약한자여, 그대 이름은...             |
| 107회 | 7월 9일   | 털이범 싹쓸이와의 한판승부                           |
| 108회 | 7월 16일  | 여름파출소의 뜨거운 하루                             |
| 109회 | 7월 23일  | 한 낮의 비명소리                                     |
| 110회 | 7월 30일  | 손가락 살인                                          |
| 111회 | 8월 6일   | 청소년 보호구역 비행, 폭주                           |
| 112회 | 8월 13일  | 어둠속의 두 남자                                     |
| 113회 | 8월 20일  | 악몽의 그늘                                          |
| 114회 | 8월 27일  | 공짜로 주마! / 어둠 속의 12시간                      |
| 115회 | 9월 3일   | 악연의 끝 (계모살인사건)                             |
| 116회 | 9월 10일  | 가짜 휘발유                                          |
| 117회 | 9월 17일  | 타버린 진실 - 양평 통나무집 일가족 살인사건          |
| 118회 | 9월 24일  | 도둑이 뛰면 형사는 난다                              |
| 119회 | 10월 1일  | 환각의 끝 - 엑스터시 보고서                          |
| 120회 | 10월 8일  | 창사특집 "리얼스토리 실제상황"                       |
| 121회 | 10월 15일 | 흔적                                                 |
| 122회 | 10월 22일 | 사라진 사체                                          |
| 123회 | 10월 29일 | 절도의 여신, 백장미                                  |
| 124회 | 11월 5일  | 대결                                                 |
| 125회 | 11월 12일 | 후회                                                 |
| 126회 | 11월 19일 | 사업은 아무나 하나 / 돌아올 수 없는 길               |
| 127회 | 11월 26일 | 소녀, 두 남자를 만나다.                              |
| 128회 | 12월 3일  | 대한민국 제 1동 파출소                               |
| 129회 | 12월 10일 | 장롱카드 명품을 사다                                 |
| 130회 | 12월 17일 | 형님! 한 잔 더하시죠 '밤의 유혹 삐끼'                |
| 131회 | 12월 24일 | 용서받지 못할 선택                                   |

### 2003년
| 회차  | 방송일    | 제목 (원제)                                   |
| ----- | --------- | --------------------------------------------- |
| 132회 | 1월 7일   | 돈아! 돈아! 돈아!                             |
| 133회 | 1월 14일  | 전선에 서다 (마약과의 전쟁)                   |
| 134회 | 1월 21일  | 위험한 만남                                   |
| 135회 | 1월 28일  | 멋대로 살아라                                 |
| 136회 | 2월 4일   |                                               |
| 137회 | 2월 11일  | 알몸강도를 찾아라!! / 사라진 장미는 누구인가? |
| 138회 | 2월 18일  | 손님과 도둑                                   |
| 139회 | 2월 25일  | 궤도이탈                                      |
| 140회 | 3월 4일   | 붕어빵과 귤                                   |
| 141회 | 3월 11일  | 부부강도 열전                                 |
| 142회 | 3월 18일  | 백색 유혹                                     |
| 143회 | 3월 25일  | 소년, 벼랑 끝에 서다                          |
| 144회 | 4월 1일   | 형사오계명                                    |
| 145회 | 4월 8일   | 공포 택시 살인                                |
| 146회 | 4월 15일  | 빨간 책을 잡아라 / 밤의 사람들                |
| 147회 | 4월 22일  | 살인의 흔적                                   |
| 148회 | 4월 29일  | 나타샤의 눈물                                 |
| 149회 | 5월 6일   | 모텔로 간 두 형사                             |
| 150회 | 5월 13일  | 폭력과의 전쟁                                 |
| 151회 | 5월 20일  |                                               |
| 152회 | 5월 27일  | 악령의 사나이 김대두                          |
| 153회 | 6월 3일   | 채팅, 알바 그리고 거짓말                      |
| 154회 | 6월 10일  | 진실게임, 진범을 찾아라                       |
| 155회 | 6월 17일  | 여형사 수첩                                   |
| 156회 | 6월 24일  | 48시간의 악몽                                 |
| 157회 | 7월 1일   | 버스 오라이?                                  |
| 158회 | 7월 8일   | 살인자의 두얼굴                               |
| 159회 | 7월 15일  | 게임의 법칙                                   |
| 160회 | 7월 22일  | 그녀들의 해방구                               |
| 161회 | 7월 29일  | 악몽의 드라이브                               |
| 162회 | 8월 5일   | 빗나간 사랑                                   |
| 163회 | 8월 12일  | 7년간의 악몽                                  |
| 164회 | 8월 19일  | 중생                                          |
| 165회 | 8월 26일  | 지독한 사랑                                   |
| 166회 | 9월 2일   | 사이버형사, 여고생과 접속하다                 |
| 167회 | 9월 9일   | 형제들                                        |
| 168회 | 9월 16일  | 노래방 블루스                                 |
| 169회 | 9월 23일  | 찰나의 살인                                   |
| 170회 | 9월 30일  | 황혼의 무법자들 / 악어와 악어새               |
| 171회 | 10월 7일  | 그녀 이야기                                   |
| 172회 | 10월 14일 | 뺑소니 처리반                                 |
| 173회 | 10월 21일 | 티켓 다방                                     |
| 174회 | 10월 28일 | 인간시장                                      |
| 175회 | 11월 4일  | 뒤틀린 욕망                                   |
| 176회 | 11월 11일 | 다시 떠오른 진실                              |
| 177회 | 11월 18일 | 마초! 마초인생                                |
| 178회 | 11월 25일 | 그녀의 진실                                   |
| 179회 | 12월 2일  | 폭력도시                                      |
| 180회 | 12월 9일  | 홍대괴담                                      |
| 181회 | 12월 16일 | 인천여아유괴사건                              |
| 182회 | 12월 23일 | 금지된 사랑                                   |
| 183회 | 12월 30일 | 연말특집                                      |

### 2004년
| 회차  | 방송일    | 제목 (원제)                          |
| ----- | --------- | ------------------------------------ |
| 184회 | 1월 6일   | 광란의 질주                          |
| 185회 | 1월 13일  | 안산 중국인 살인사건                 |
| 186회 | 1월 20일  | 조건만남할래?                        |
| 187회 | 1월 27일  | 나쁜남자                             |
| 188회 | 2월 3일   | 운수 나쁜 날                         |
| 189회 | 2월 10일  | 과천 2인조 까페 강도사건             |
| 190회 | 2월 17일  | 이웃집 여자                          |
| 191회 | 2월 24일  | 안양취객 강도사건                    |
| 192회 | 3월 2일   | 돌아올 수 없는 다리                  |
| 193회 | 3월 9일   | 한국판 카사노바를 아십니까?          |
| 194회 | 3월 16일  | 강남에서 온 삐끼                     |
| 195회 | 3월 23일  | 그 후로도 오랫동안                   |
| 196회 | 3월 30일  | 상상 살인사건                        |
| 197회 | 4월 5일   | 어느 어둡고 음습한                   |
| 198회 | 4월 13일  | 위험한 동반자                        |
| 199회 | 4월 20일  | 결핍인간                             |
| 200회 | 4월 27일  | 200회 특집 실종                      |
| 201회 | 5월 4일   | 알뜰한 당신                          |
| 202회 | 5월 11일  | 전주 연쇄 강도살인사건               |
| 203회 | 5월 18일  | 밀실 살인사건                        |
| 204회 | 5월 25일  | 도둑맞은 열한살                      |
| 205회 | 6월 1일   | 친구                                 |
| 206회 | 6월 8일   | 조선족 해결사                        |
| 207회 | 6월 15일  | 우짤끼고 슬픈바다                    |
| 208회 | 6월 22일  | 싼마이 블루스                        |
| 209회 | 6월 29일  | 위험한 동업자                        |
| 210회 | 7월 6일   | 인천 남동공단 금고털이사건           |
| 211회 | 7월 13일  | 스타킹 맨                            |
| 212회 | 7월 20일  | 노끈살인 - 포천 부녀자 연쇄 살인사건 |
| 213회 | 7월 27일  | 컴퓨터 속으로 사라진 딸              |
| 214회 | 8월 3일   | 수원 농수로 부녀자 살인사건          |
| 215회 | 8월 10일  | 성난 이방인                          |
| 216회 | 8월 17일  | 사라진 아내                          |
| 217회 | 8월 24일  | 위험한 초대                          |
| 218회 | 8월 31일  | 더러운 포식자                        |
| 219회 | 9월 7일   | 모텔로 간 스님                       |
| 220회 | 9월 14일  | 당신이 잠든 사이에                   |
| 221회 | 9월 21일  | 이천 택시기사 살인사건               |
| 222회 | 9월 28일  | 형사로 산다는 것                     |
| 223회 | 10월 5일  | 공개수배 - 청풍 토막 살인사건        |
| 224회 | 10월 12일 | 상처                                 |
| 225회 | 10월 19일 | 러미라                               |
| 226회 | 10월 26일 | 아이들의 거리                        |
| 227회 | 11월 2일  | 친구사이                             |
| 228회 | 11월 9일  | 아버지와 아들                        |